# Бессмертная история
«Бессмертная история» или «Вечная история» (фр. Une histoire immortelle) — телефильм режиссёра Орсона Уэллса, снятый в 1968 году во Франции. Экранизация рассказа Карен Бликсен. В главных ролях задействованы Жанна Моро и сам Уэллс. Первоначально фильм транслировался по французскому телевидению, а затем был показан в кинотеатрах. Его продолжительность всего 60 минут, это самый короткий художественный фильм Уэллса. Лента была представлена на 18-м Берлинском международном кинофестивале в июне 1968 года.

## Сюжет
Португальская колония, XIX век. Мистер Клэй - богатый стареющий торговец, о котором любят посплетничать в городе. Его секретарь мистер Левински рассказывает ему историю о том, как один богач заплатил бедному моряку крупную сумму, чтобы зачать ребёнка с его женой. Левински утверждает, что это всего лишь легенда, но Клэй, у которого нет наследника, решает сделать её правдой.
Клэй становится одержим тем, чтобы воплотить в жизнь эту легендарную историю, и Левинского отправляют искать моряка и молодую женщину, которые сыграют роль жены Клэя. Левинский обращается к Виржини, дочери бывшего делового партнёра Клэя. Безжалостные сделки Клэя довели отца Виржини до банкротства и самоубийства, и она очень хочет принять участие в этой акции, чтобы отомстить. Обездоленный моряк, молодой датчанин по имени Пауль, обнаруживается на улице. Виржини и Пауль находят эмоциональную связь в своем коротком союзе, но их пути разошлись: Виржини изгнана от своей горечи по отношению к Клэю, а Пауль исчезает на многолюдных улицах Макао. Левинский идет сообщить Клэю о том, что произошло, но обнаруживает, что старый торговец умер.

## В ролях
- Жанна Моро — Виржини Дюкро
- Орсон Уэллс — Чарльз Клэй
- Роже Коджо — Элайшама Левински
- Норман Эшли — Пауль (моряк)
- Фернандо Рей — торговец

## Производство
В основе «Бессмертной истории» лежит рассказ Карен Бликсен, который впервые был опубликован в сборнике рассказов «Анекдоты судьбы» в 1958 году. Изначально «Бессмертная история» должна была стать половиной двухсерийного фильма-антологии, вторая половина которого основывалась на рассказе Бликсен «Потоп в Норденее», однако съемки второй части были отменены.
Через два дня после начала съемок Орсон Уэллс связался с оператором Вилли Курантом, который в то время был известен своей работой над фильмом Жана-Люка Годара «Мужское — женское». Уэллс был недоволен работой своего оператора, считая, что тот работает слишком академично. Уэллс и Курант встретились в гостиничном номере режиссёра, первый убеждал второго принять свое видение относительно света и цвета. Оператор предлагал не играть на контрасте темного и светлого, а поработать над контрастом цветов. Более того, поскольку это адаптация рассказа, Курант попытался передать «мягкий стиль, стиль рассказа».

## Взгляд Делёза
Французский философ Жиль Делёз разбирает фильм во втором томе своей книги «Кино», посвященном образу-времени с точки зрения появления в нём образа-кристалла. Образ-кристалл является для Делёза ключевым понятием, которое помогает нам определить, что такое образ-время, чем он отличается от образа-движения и как присутствие в фильме образа-кристалла позволяет, исходя из теории Делёза, считать этот фильм новаторским.
Образ-кристалл представляет собой две не сливающиеся между собой грани виртуального и актуального образов, где актуальный оптический образ кристаллизуется вместе с собственным виртуальным образом на малом внутреннем круге. Делёз говорит о том, что каждый актуальный образ обладает своим виртуальным образом, то есть образом, в котором образ актуальный отражается как в зеркале. Делёз пишет, что в образе-кристалле происходит поиск материей и духом друг друга, что делает образ-время отличным от образа-движения, а сам фильм становится воплощением процесса этого поиска.
Делёз пишет, что «Бессмертная история» представляет особую формулу кристалла, так как сам фильм является зеркальным образом легенды, которую в начале фильма Левински рассказывает Клэю. Внутри фильма герой Уэллса воплощает рассказанную легенду, как бы повторяя её, но, на самом деле, создавая её первоначальный образ. Таким образом, актуальный образ становится воплощением виртуального, а виртуальный отражает актуальный. Взаимодействие актуального и виртуального образов порождает образ-кристалл.